# 日本原住民論
日本原住民论是日本近现代历史学家八切止夫提出的一个观点。八切止夫认为，日本现在的大和政权并非日本列岛原住民建立的政权，而是一个渡来人建立的外来政权；现今日本存在的部落民和山窝是原住民的末裔。
八切止夫的日本原住民论后来被日本新左翼团体所利用。共产主义者同盟赤军派（简称赤军派）的干部梅内恒夫以此为根据，声称“日本建国时对原住民迫害”，“明治以后大日本帝国的恶行”，要“打倒日本帝国主义”，恢复原住民的政权。此史观导致了加藤三郎等无政府主义者发动反日的恐怖袭击事件。